# American Life League
La Liga americana de la vida, Inc. (en inglés American Life League, Inc. ( ALL )) es una organización católica estadounidense Provida de base. El grupo se opone al aborto así como a los métodos anticoncepción, investigación con células madre embrionarias y eutanasia. Su actual presidente es la cofundadora Judie Brown y su sede se encuentra en Stafford, Virginia .

## Proyectos y recursos
Los proyectos que patrocina Liga americana de la vida, Inc. incluyen:
- Celebrate Life Magazine[1] es una revista bimensual de 32 páginas sobre temas provida, que incluye aborto, anticoncepción, eutanasia, infertilidad y clonación.
- Cruzada por la Defensa de Nuestra Iglesia Católica en la que la Liga americana de la vida, Inc busca persuadir a los católicos sobre sus puntos de vista sobre el aborto, así como nombrar políticos católicos pro-abortistas que desafían a sabiendas la Doctrina de la Iglesia católica y las declaraciones de los funcionarios de la iglesia católica. En 2004,  la Liga americana de la vida, Inc publicó un anuncio de página completa en USA Today instando a los sacerdotes y obispos católicos a negar la comunión a los legisladores católicos que apoyan los derechos al aborto.  El lema de la Liga en este asunto es "No se puede ser católico y proabortista".
- La Píldora Mata desalienta a las personas a usar medicamentos anticonceptivos, haciendo afirmaciones sobre sus efectos en el cuerpo de una mujer, así como el efecto que los anticonceptivos tienen en los peces una vez que ingresan al suministro de agua. La Asociación de Profesionales de la Salud Reproductiva dice que las afirmaciones de la Liga americana de la vida, Inc con respecto al pescado "no están respaldadas por la ciencia".[2][3]

## Historia
La Liga americana de la vida, Inc fue fundada el 1 de abril de 1979 por Judie Brown y otros nueve estadounidenses provida después de un cisma con el Comité Nacional del Derecho a la Vida . En menos de un año de su fundación, la Liga americana de la vida, Inc  tenía 68,000 miembros y recibió asistencia de Howard Phillips, publicidad del cofundador de la Fundación Heritage, Paul Weyrich , y listas de miembros proporcionadas por el especialista de correo directo de derecha Richard Viguerie.

### Tácticas de calle
En 1994, la Liga americana de la vida, Inc presentó una demanda para impugnar la Ley de Libertad de Acceso a las Entradas Clínicas . En American Life League v. Reno , la Liga americana de la vida, Inc perdió en la Corte de Apelaciones del 4.º Circuito y la Corte Suprema de los Estados Unidos se negó a escuchar el caso.

### Boicots a Disney
En marzo de 1995, la Liga americana de la vida, Inc boicoteó a los entonces dueños de Miramax, The Walt Disney Company , por la película Priest de 1994, en la que un sacerdote católico se ocupa de una variedad de temas, incluida su propia homosexualidad. Posteriormente, la Liga americana de la vida, Inc  acusó a Disney de haber ocultado mensajes sexuales subliminales en las películas animadas The Lion King , The Little Mermaid y Aladdin . Disney negó todos los reclamos. Snopes afirmó que todas las afirmaciones de la Liga americana de la vida, Inc sobre Aladdin y The Little Mermaid son falsas.

### Gasto
En 2005, la Liga americana de la vida, Inc estaba en la lista de Charity Navigator de los CEO mejor pagados, con un tercio de sus ingresos gastados en recaudación de fondos y gastos administrativos y $ 699,857 (casi el 9% de sus ingresos) pagados a sus CEO.